# Pristimantis yaviensis
Pristimantis yaviensis là một loài động vật lưỡng cư trong họ Strabomantidae, thuộc bộ Anura. Loài này được Myers & Donnelly miêu tả khoa học đầu tiên năm 1996.
Chúng là loài đặc hữu của Venezuela. Môi trường sống tự nhiên của nó là các khu rừng vùng núi ẩm nhiệt đới hoặc cận nhiệt đới.